# Епархия Сельмаса
Епархия Сельмаса (лат. Eparchia Salmasiensis) — епархия Халдейской католической церкви с центром в городе Сельмас, Иран. Входит в митрополию Урмии.

## История
В XVI веке город Сельмас стал резиденцией халдейского католического патриарха Симона VIII, который проживал в соседнем монастыре, находящемся в селе Хосрова. Преемственная линия Симона VIII прервалась в 1709 году в связи с тем, что халдейский католический патриарх возвратился в несторианскую церковь. В том же году Святой Престол учредил в Сельмасе одноимённую халдейскую епархию.
В начале XX века численность халдейских католиков в Сельмасе составляла около 10 тысяч человек. В 1983 году в связи со значительным сокращением численности верующих епархия Сельмаса была присоединена к митрополии Урмии.

## Ординарии епархии
- епископ Ишояб I (1709—1752);
- епископ Ишояб II (? — 1777);
- епископ Ишояб Шемон (1777 — 10.04.1789);
- епископ Ишояб Юханнан Габриэль (8.11.1795 — 15.07.1833);
- епископ Ишояб Мельхиседек (1883—1842);
  - Николай I Ешайя (1842—1846), патриарх и апостольский администратор;
- епископ Гиваргис Августин Баршина (11.07.1848 — 1889);
- епископ Исаак Ябаллаха Худабахаш (1.10.1894 — 1908);
- епископ Пётр Азиз Хо (25.01.1910 — 16.01.1924);
- епископ Исаак-Йесу-Яб Худабаш (6.10.1930 — 8.08.1939);
- епископ Абель Зайя (6.12.1939 — 18.03.1951);
- епископ Зайя Дахту (1951 — 15.08.1972);
- епископ Самуэль Хауриз OAOC[1] (1.05.1974 — 14.06.1981);
- епископ Томас Мерам (30.11.1983 — по настоящее время).

## Источник
- Annuario Pontificio, Libreria Editrice Vaticana, Città del Vaticano, 2003, ISBN 88-209-7422-3
- J. Tfinkdji, «L’Eglise chaldéenne autrefois et aujourd’hui», A. Battandier, Annuaire Pontifical Catholique, XVII, 1914, pp. 511—515
- J.-B. Chabot, «Etat religieux des diocèses formant le Patriarcat chaldéen de Babylone au 1er janvier 1896», Revue de l’Orient Chrétien I, 1896, pp. 450—451
- D. Wilmshurst, The ecclesiastical organisation of the Church of the East, 1318—1913, Lovanio 2000, pp. 315—317